# Индонезийска планинска норка
Индонезийската планинска норка (Mustela lutreolina) е вид бозайник от семейство Порови (Mustelidae).

## Разпространение
Видът е разпространен в Индонезия.